# فورميوم
فورميوم  (الاسم العلمي: Phormium)، جنس نباتات يتكون من نوعين من الفصيلة البروقية. أحد النوعين يستوطن البر الرئيسي لنيوزيلندا والآخر يستوطن جزيرة نورفولك. يعرف النوعان في نيوزيلندا باسم «الكتان» وفي أماكن أخرى باسم كتان نيوزيلندا أو زنبق الكتان، ولكنهما لا يمتان بصلة إلى الكتان (Linum usitatissimum)، الذي يعود موطنه الأصلي إلى المنطقة الممتدة من شرق البحر الأبيض المتوسط إلى الهند والذي استخدم من قبل البشر منذ 30000 قبل الميلاد.